# ویلتون فیگوئردو
ویلتون فیگوئردو (به پرتغالی: Wílton Aguiar Figueiredo) هافبک، مهاجم اهل برزیل است که در شهر سائوپائولو و در تاریخ ۱۷ مارس ۱۹۸۲ به دنیا آمده‌است.
ویلتون فیگوئردو در تیم‌های فوتبال سائوپائولو سابقهٔ حضور دارد.